# Список умерших в 1423 году

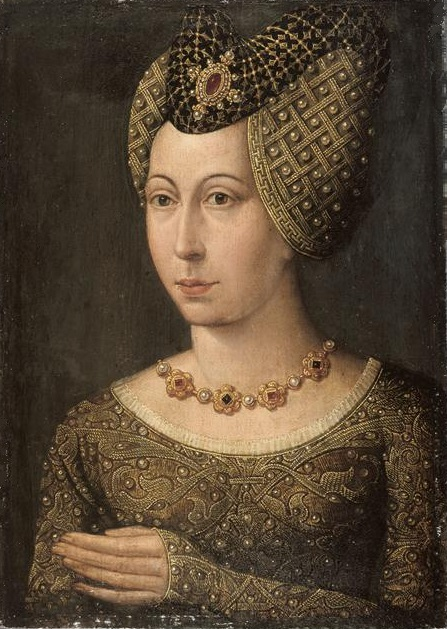
Маргарита Баварская

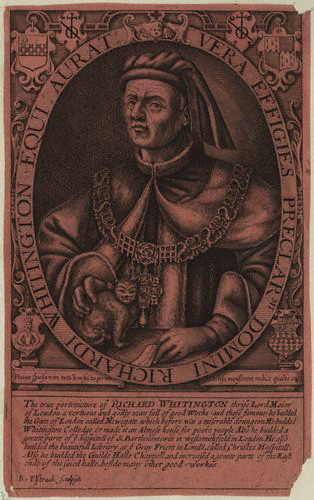
Ричард Уиттингтон

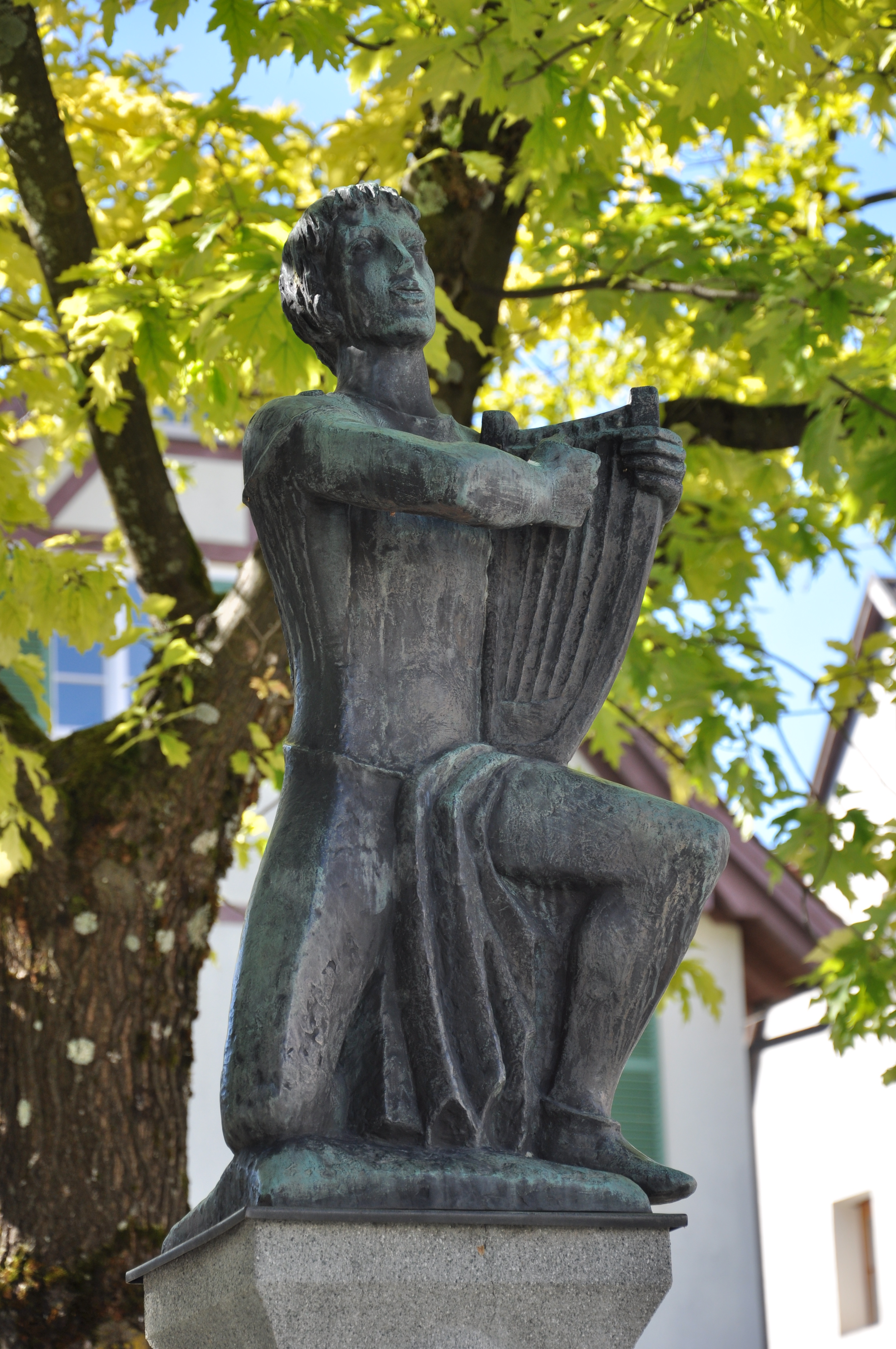
Гуго фон Монфорт

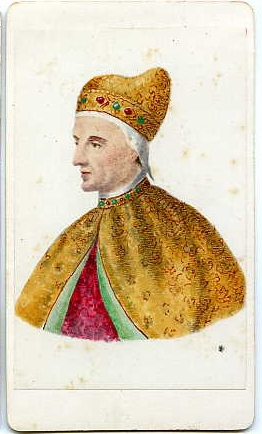
Томазо Мочениго

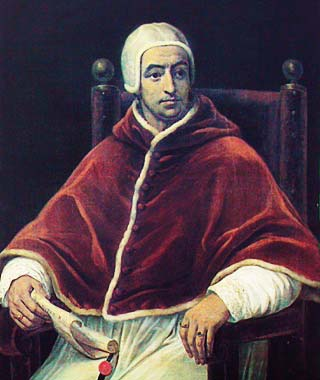
Антипапа Бенедикт XIII

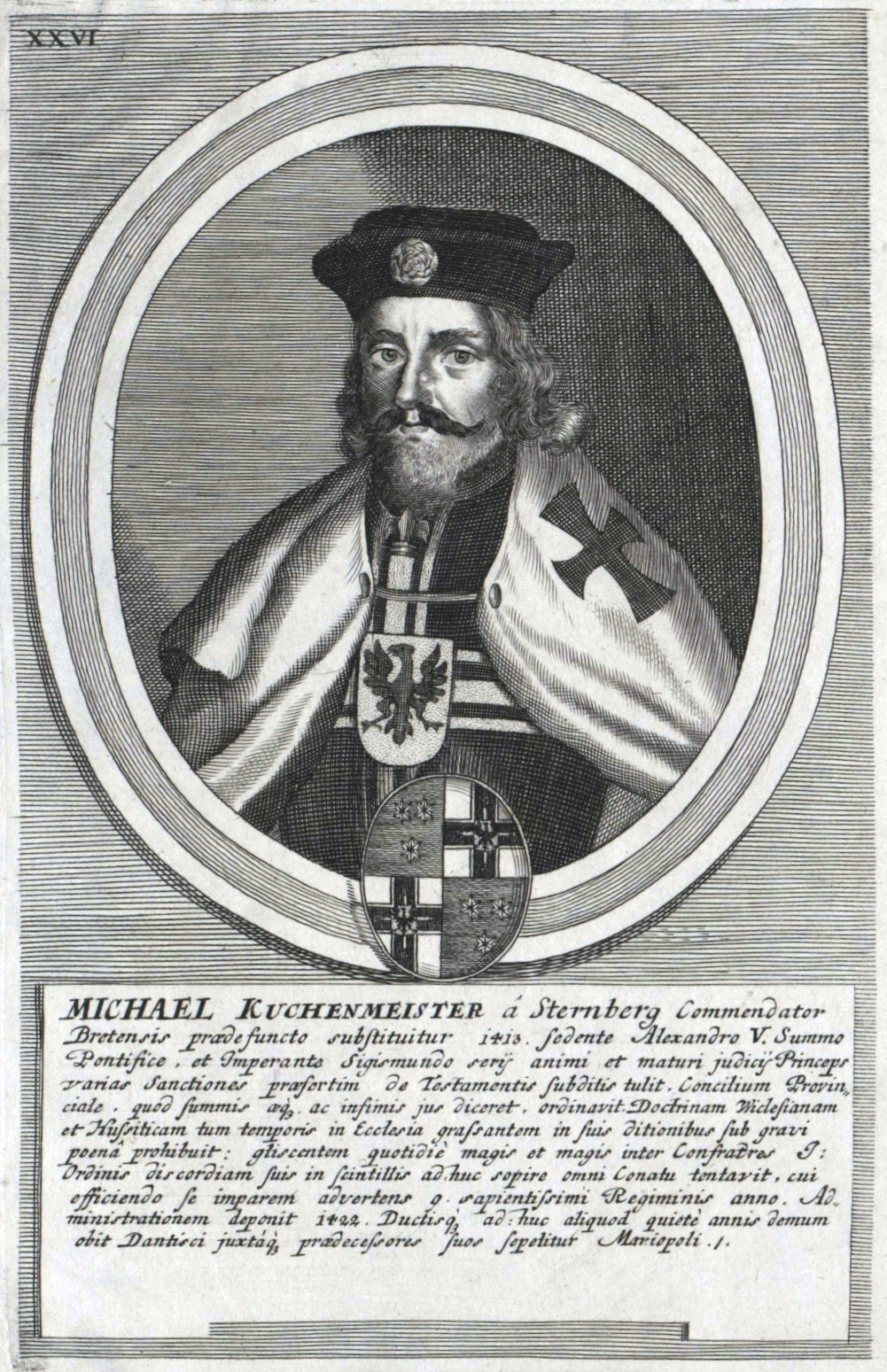
Михаэль Кюхмайстер

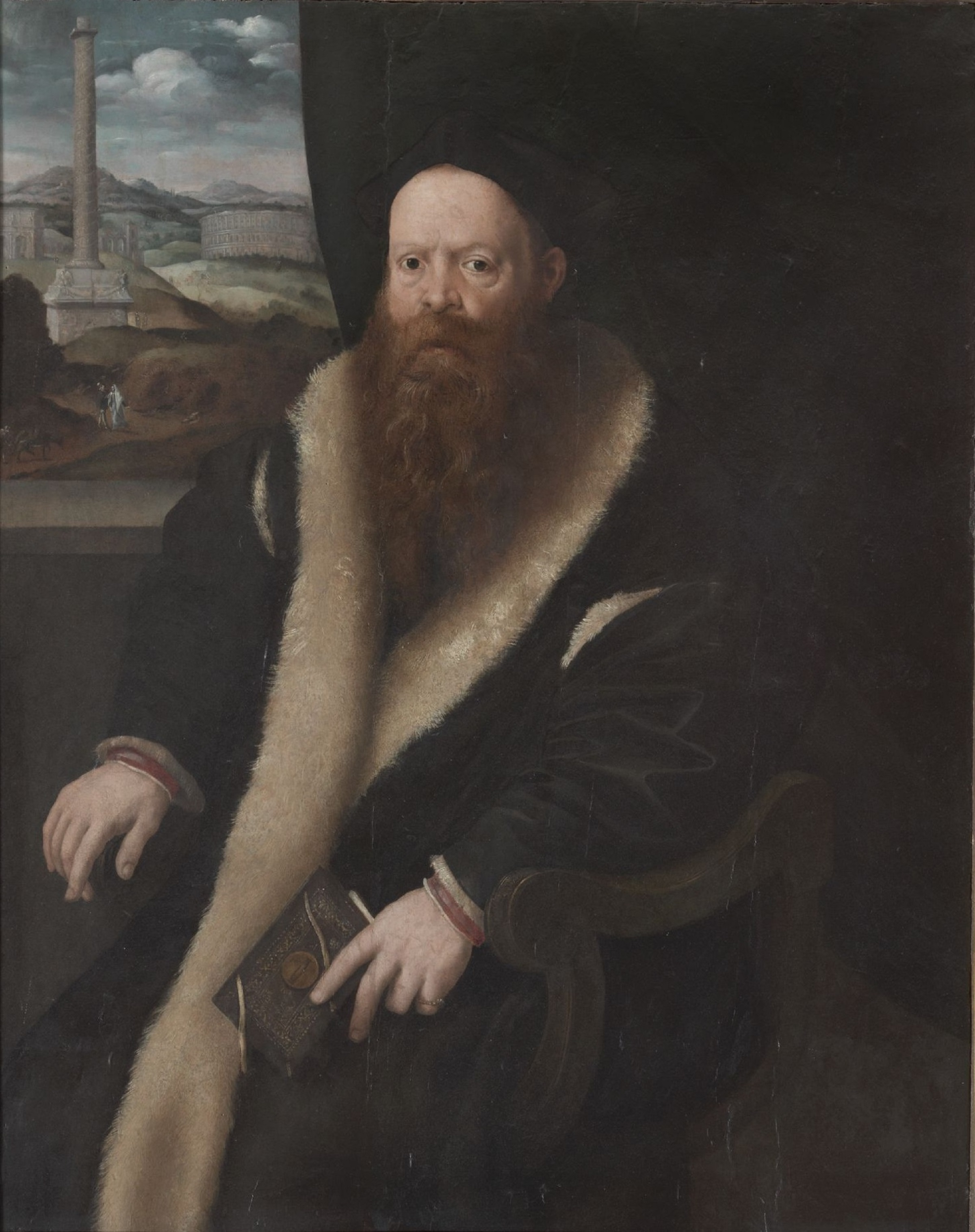
Лоренцо Онофрио Колонна

В этой статье представлен список известных людей, умерших в 1423 году.
См. также: Категория:Умершие в 1423 году 

## Январь
- 18 января — Генрик X Глогувский — князь Глогувский (половина княжества, 1397—1423, совместно с братьями Яном I (до 1412), Генрихом IX и Вацлавом (до 1417)) и Жаганьский (1403—1412, совместно с братьями Яном I и Генрихом IX и Вацлавом).
- 23 января — Маргарита Баварская — дочь Альбрехта, герцога Баварского-Штраубингского, графа Эно, Голландии и Зеландии и лорда Фризии, герцогиня-консорт Бургундская (1404—1419), жена Жана Бесстрашного.
- 25 января — Джорджо Орделаффи — сеньор Форли (с 1411), папский викарий.

## Февраль
- 20 февраля — Мустафа Челеби — претендент на османский трон, сын султана Мехмеда I; казнён.

## Март
- Ричард Уиттингтон — английский торговец, лорд-мэр Лондона, ставший прототипом известного персонажа английских легенд, народной сказки и пантомимы Дика Уиттингтона.

## Апрель
- 4 апреля:
  - Гуго фон Монфорт — австрийский миннезингер;
  - Томазо Мочениго — венецианский дож (1414—1423).

## Май
- 7 мая — Матильда де Холланд — английская аристократка, 3-я баронесса Холланд в своём праве (с 1373).
- 23 мая — Бенедикт XIII (94) — антипапа (1394—1423).

## Июнь
- 25 июня — Рейнальд IV — герцог Юлиха (под именем Райнальд I), герцог Гелдерна и граф Цютфена (с 1402).

## Декабрь
- 15 декабря — Михаэль Кюхмайстер — 28-й великий магистр Тевтонского ордена (1414—1422).

## Дата неизвестна или требует уточнения
- Пьетро ди Аргеллата — итальянский врач, профессор Болонского университета, автор трактата «Хирургия» («Chirurgia»).
- Лоренцо Онофрио Колонна — аристократ из рода Колонна, основатель ветви Колонна из Палиано, граф Марси, граф Альбы (1419—1423), синьор Дженаццано и Палиано.Великий камерарий Неаполитанского королевства, кондотьер на службе у Неаполитанского королевства.
- Дональд Макдональд — 2-й лорд Островов (1386—1423), правитель Морвена, Кинтайра, Лохабера, Гарморана и Напдейла. Полунезависимый правитель горных регионов Западной Шотландии и Гебридских островов.
- Мехмет-бей II Караманид, бей Караманогуллары (1398—1399, 1402—1420, 1421—1423); погиб при осаде Анталии.
- Осман-бей Текеоглу — бей Текеогуллары, последний правитель династии Хамидогуллары; убит.
- Ансельм Турмеда — христианский священник из Майорки, который принял ислам, один из первых писателей, писавших как на арабском, так и на латинском языке.
- Эндрю Уинтонский — средневековый шотландский хронист и поэт, автор метрической «Изначальной хроники Шотландии».
- Ядурайя Водеяр — первый раджа княжества Майсура (1399—1423)